# Toxostoma curvirostre
Toxostoma curvirostre là một loài chim trong họ Mimidae.